# Роговой, Кузьма Филиппович
Кузьма Филиппович Роговой (1904—1975) — советский работник сельского хозяйства, бригадир колхоза «Путь к коммунизму» Ракитянского района Белгородской области, Герой Социалистического Труда.

## Биография
Родился 21 ноября 1904 года в селе Ракитное (ныне — Ракитянского района Белгородской области).
С 1936 года работал шофером колхоза «Путь к коммунизму» Ракитянского района Курской области. Участник Великой Отечественной войны с мая 1942 года. В 1943 году — шофер, в 1945 году — автоматчик 344-го отдельного истребительного противотанкового артиллерийского дивизиона 299-й стрелковой дивизии, ефрейтор.
Демобилизовавшись из армии, Кузьма Филиппович вернулся на родину и с 1948 года работал бригадиром колхоза «Путь к коммунизму» Ракитянского района Курской (с 1954 года — Белгородской) области. За высокие производственные показатели удостаивался званий «Лучший бригадир-кукурузовод» и «Лучший бригадир-свекловод» области. В 1968 году, после объединения колхоза «Путь к коммунизму» с колхозом «Родина» Ракитянского района, Роговой стал бригадиром специализированного колхоза «Родина».
После выхода на пенсию находился на отдыхе. Умер 27 января 1975 года.

## Память
- Портрет Героя Социалистического Труда — Рогового К. Ф. помещен на стенде Аллеи Трудовой славы посёлка Ракитное.[1]

## Награды
- Указом Президиума Верховного Совета СССР от 23 июня 1966 года за успехи, достигнутые в увеличении производства и заготовок пшеницы, ржи, гречихи, других зерновых и кормовых культур и высокопроизводительном использовании техники, Роговому Кузьме Филипповичу присвоено звание Героя Социалистического Труда с вручением ордена Ленина и золотой медали «Серп и Молот».
- Награждён также орденом Трудового Красного Знамени (1958) и медалями, в числе которых «За отвагу» (1943), «За боевые заслуги» (1945), «За оборону Сталинграда», а также бронзовой медалью ВДНХ СССР (1958).